# 春はまだか
「春はまだか」（はるはまだか）は浜田雅功ソロ名義1枚目のシングル。

## 概説
奥田民生プロデュースによる浜田雅功名義初シングル。
奥田民生とは、浜田出演のテレ朝系「人気者で行こう!」で共演していた。JR東日本「JR Ski Ski」キャンペーンソング。
ミュージック・ビデオが制作されており、その映像は2001年に発売された奥田民生のビデオ・クリップ集『OT clips of the years』に、奥田民生の曲とともに収められている。
浜田と奥田民生は映像の中で鉄棒にぶらさがり我慢対決をしている。
奥田民生プロデュースのPUFFY「MOTHER/ネホリーナハホリーナ」も同日発売。
CDジャケットは民生や民生のプロデュースであったPUFFYの8cmシングルと同じような構図でデザインされている（箱状のセットの中での撮影は7月に発売されたメンバー2人のソロシングルのものと酷似している）。

## 収録曲
作詞・作曲・編曲:奥田民生
1. 春はまだか （3:15）
2. 春はまだか （カラオケ）（3:15）

## 収録アルバム
- 「MAX JAPAN 5」（1998年11月21日）
- 「ウインターソング」（2007年12月05日）